# موريس كاربنتر
موريس كاربنتر (بالإنجليزية: Maurice Carpentier)‏ ولد بتاريخ 22 يونيو 1921 في فرنسا، هو دراج فرنسي.

## روابط خارجية
- موريس كاربنتر على موقع أرشيف الدراجات (الإنجليزية)
- موريس كاربنتر على موقع إحصائيات الدراجات الإحترافية (الإنجليزية)